# Sighvat Tordsson

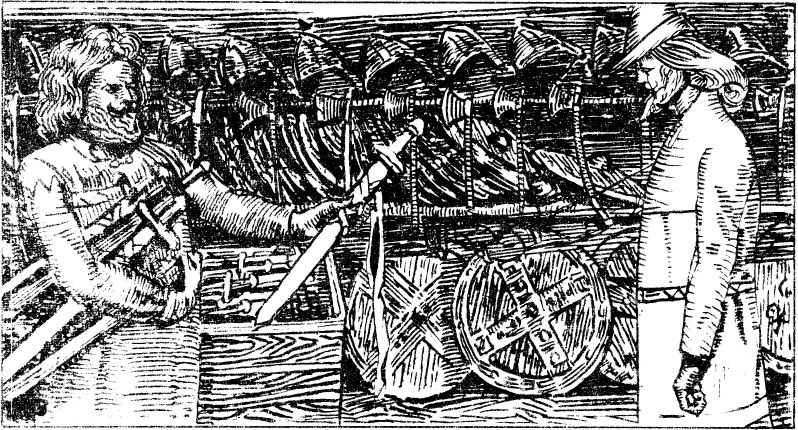
Sighvat får som hirdman ett svärd av kung Olav. Christian Krohg, 1899

Sighvat Tordsson (Sighvatr eller Sigvatr Þórðarson), cirka 995-cirka 1045, var en isländsk furstelovskald i den norske kungen Olav Haraldssons hird. Han anses ha varit en av århundradets största och mest inflytelserika skalder, som dessutom snabbt blev kungens närmaste rådgivare. Efter Olavs död ägnade han all sin kraft åt att hjälpa kungens son Magnus att komma till makten.

## Levnad

### Barndom
Sighvats far, skalden Tord Sigvaldaskald, var ständigt ute på resor. Om modern är ingenting känt. Gossen uppfostrades hos en bonde vid namn Torkel på Apavatns gård i Grimsnäs nordväst om Skalholt.
Det påstås att Sighvat som ung var efterbliven. En dag då han fångat en ovanlig fisk fick han av en klok gubbe det rådet att först äta fiskens huvud "ty i huvudet sitter varje väsens vett". Kuren lyckades. Sighvat blev genast ett ljushuvud och kvad därefter en strof om händelsen.
Skrönan har väl uppstått därför att samtiden uppfattade Sighvats diktarbegåvning som nästan övernaturlig.

### Vid Olavs hird
År 1015 kom Sighvat till Trondheim där han träffade sin far hos kung Olav. Han kvad nu en drapa om kungen och blev genast dennes förklarade gunstling. En guldring fick han i skaldelön, och han upptogs i kungens hird.
Året därefter, palmsöndagen den 25 mars, deltog han i det blodiga slaget vid Nesjar där kung Olav besegrade ladejarlen Sven Håkonsson och blev hela Norges härskare.

### Uppdrag i Sverige
Svein jarl hade varit Olof Skötkonungs vasall och läget var nu spänt mellan Sverige och Norge. Olav Haraldsson och Olof Skötkonung sökte ta upp skatt i varandras länder och lät hänga varandras skatteindrivare närhelst de kom åt. Bland svenska stormän var missnöjet stort med denna ofred, och de tvingade till sist Olof Skötkonung att ingå förlikning. Härvid blev det bestämt att Olofs dotter Ingegärd skulle gifta sig med den norske kungen. Men Olof hyste agg till Olav och bröt efter en tid detta avtal. I stället lovade han bort Ingegärd till prins Jaroslav av Gårdarike.
På hösten 1018 blev Sighvat av kung Olav skickad som sändebud till Ragnvald jarl i Västergötland. Syftet var att ta reda på jarlens, och andra svenska stormäns, inställning till Olav. På resan råkade han träffa Olof Skötkonungs frillodotter Astrid, och de kom överens om en plan för att lösa den diplomatiska krisen.
Vid hemkomsten beskrev Sighvat för kungen i lyriska ordalag Astrids klokhet och skönhet. Listen lyckades och i februari 1019 ingick Olav äktenskap med Astrid - dock utan att först ha frågat hennes far. Olof blev ursinnig, men i slutändan kunde båda kungarna glädja sig åt att ha dragit varandra vid näsan. Olav hade ju fått en hustru ur ynglingaätten i strid mot hennes faders vilja, och Olof hade fått en frillodotter bortgift på samma villkor som om hon varit äktboren.
Sighvat blev nu upphöjd till stallare (ungefär "förste minister"). Han gifte sig och fick en gård i Trondheim. Om hans familj är inget känt utom att han fick en dotter vid namn Tova. Kung Olav själv stod fadder åt henne.

### Magnus den godes födelse
Vid Magnus den godes dop år 1024 kom Sighvat att spela en viktig roll. Barnet föddes om natten och troddes inte kunna överleva. Prästen förberedde nöddop men hade inget namn att ge den nyfödde. Det var förstås kungen som skulle bestämma namnet, men Olav hade gått och lagt sig och befallt att han på inga villkor fick störas. Sighvat tog då på sig ansvaret, höll barnet under dopet och gav det namnet Magnus.
När kungen vaknade blev han uppbragt över detta främmande namn som ingen i ätten burit förut. Men Sighvat talade om att det var namnet på den störste kungen inom hela kristenheten, nämligen Karl-Magnus. Kungen erkände då att Sighvat handlat rätt och att det nog varit värre om han hade blivit väckt.

### Hos Knut den store
Åren 1025-1026 färdades Sighvat i Frankrike och England tillsammans med en man som hette Berg. I England besökte han Knut den store, dock utan att dikta någon drapa om honom. Det har gissats att också dessa resor kan ha haft diplomatiska syften.  Men i så fall bör nog gästningen hos Knut ha tillkommit på eget initiativ, ty Olav blev mycket misslynt då han fick veta att Sighvat varit där.

### Pilgrimsfärd till Rom
År 1028 lierade sig Knut med flera norska stormän. Olav blev nu fördriven ur Norge och flydde till Gårdarike. Sighvat fick "hemlov" (heimfararleyfti) och företog samman med skalden Berse Skald-Torvasson en pilgrimsresa till Rom där han vistades vintern 1029-1030. På återfärden fick han veta att kung Olav hade fallit i slaget vid Stiklastad. Efter en farofylld resa genom Danmark återkom Sighvat till Norge, där Knuts lydkung Svein Alfivasson erbjöd honom en plats vid sin hird. Sighvat avböjde. Han kände stor skuld över att inte ha varit hos Olav när denne föll och ville nu gottgöra detta genom att gå i tjänst hos hans son.

### Magnus blir kung
Vintern 1031 for Sighvat till kung Olavs änka Astrid i Sverige, där han i fyra år inväntade Magnus som fick sin fostran hos drottning Ingegärd i Gårdarike. Då Magnus återvände 1035, blev han mottagen av Astrid och Sighvat som följde honom till Norge. Svein Alfivasson flydde när Magnus kom, ty missnöjet över hans "vanstyre" hade nu blivit så stort att alla vände sig mot honom.
Knut den store dog år 1035 och det förväntades att sonen Hardeknut skulle försöka återta Norge. Men år 1038 ingick han och Magnus i stället förlikning och blev bundsförvanter.
När hotet mot Magnus tron nu var avvärjt började kungen dock visa hämndlystnad. Han förföljde och ville straffa alla dem som stått fadern emot och kämpat mot honom vid Stiklastad. Så hatisk, vild och oberäknelig var han att ingen vågade tala honom tillrätta. Det är nu som Sighvat gör sin stora insats i norsk historia. I sina Frispråkighetsvisor (Bersǫglisvísur) talar han på ett enkelt, pedagogiskt och känsligt sätt om för kungen att det terrorvälde han höll på att skapa skulle leda till undergång, både för honom själv och riket. Kungen förstod och ändrade sinnelag. Han var då 14 år gammal. Han skulle senare gå till historien som Magnus den gode.

### Sighvats död
Sighvat dog före 1047, och troligen redan år 1045. Om hans död berättas följande: Han hade med sitt skepp lagt till vid ön Sula, då han blev svårt sjuk. I en vision såg han då Olav den helige som bjöd honom att komma till sig, och som också bestämde en dag då de skulle mötas. När den dagen var kommen dog Sighvat. Enligt Flatöboken ligger han begraven i Kristkirken i Nidaros, som är Olav den heliges gravkyrka.

## Verk
Inget verk har bevarats i sin helhet. Siffran inom parentes anger antalet strofer som finns kvar.
- Víkingarvísur (15) handlar om Olavs vikingatåg innan han år 1014 blev kung i Norge. Enligt Finnur Jónsson kan kvädet vara rester av den drapa som Sighvat framförde då han först träffade Olav i Trondheim år 1015.[6]
- Nesjavísur (14). Dikten handlar om sjöslaget vid Nesjar 1016, där Sighvat själv deltog.
- Austrfararvísur (Österfärdsvisor) (21). Dikten ger en humoristisk skildring av Sighvats färd till fots och till hästs genom ett väglöst och stockhedet Västergötland senhösten 1018, där de vägfarande ständigt nekades husrum därför att infödingarna firade alvablot och då kunde inga främlingar tillåtas i huset.[7] Enligt Finnur Jónsson rör det sig troligen om en serie lausavísur (lösa dikter) som Sighvat diktade under resans gång och senare, efter återkomsten till Norge, samlade till en flock (flokkr) varvid första strofen och ytterligare några på slutet tilldiktades för att avrunda kompositionen. [8]
- Vestrfararvísur (Västerfärdsvisor) (8). Dikten handlar om Sighvats resor i England och Frankrike, och om hans uppehåll hos Knut den store.
- Kvæði um Erling Skjálgsson (1). Olav Tryggvasons svåger Erling Skjalgsson var lierad med Olav Haraldsson från 1016, men svek honom vid Knut den stores angrepp. Lovkvädet om honom bör ha diktats före avfallet.
- Flokkr um Erling Skjálgsson (10). Ett arvekväde som troligen diktats år 1029, efter Erlings död den 21 december 1028.
- Tryggvaflokkr (1). Endast en strof återstår av detta kväde om Olav Tryggvasons son Tryggve, som år 1033 kom till Norge för att återkräva sin faders tron, men stupade i strid mot Svein Alfivasson.
- Kvæði um Ástriði dróttningu (3). Kvädet om drottning Astrid, som tillkommit efter 1035, får väl ses som ett tack till henne för att hon så träget och osjälviskt banat väg för Magnus till Norges tron, trots att han inte var hennes egen son utan "bara" en styvson. De bevarade stroferna prisar hennes djupsinne och duglighet.
- Knútsdrápa (11). Detta är en arvdrapa om Knut den store på versmåttet töglag. Drapan har tillkommit efter år 1038 då kung Magnus och Hardeknut ingått förlikning. Det är först nu som det blivit görligt att dikta en hyllning till den forne arvfienden.[9]
- Bersǫglisvísur (Frispråkighetsvisor) (18). Det var med detta kväde som Sighvat år 1038 fick den omogne kung Magnus att komma till besinning och överge sin katastrofala politik. Ett uppror mot honom var då redan förberett. Finnur Jónsson beskriver dikten som ett mästerverk av psykologisk insikt och inlevelse, och den ger också ett vackert vittnesbörd om Sighvats diplomatiska talang.[10]
- Erfidrápa Óláfs helga (Arvdrapa om Olav den helige) (28). Drapan kallas ibland Stiklastadsdrapan, eftersom den, med undantag för de tre första stroferna, handlar om kungens sista levnadsår, slaget vid Stiklastad, samt kungens död, mirakler och helighet. Finnur Jónsson ansåg detta vara Sighvats sista verk tillkommet kort före skaldens död på 1040-talet, vilket stämmer med uppgifter i Sighvats þáttr skálds.[11] Andra forskare har dock velat datera drapan till 1030-talet.[12]

Dessutom finns 32 lausavísur och ett par halvstrofer ur obestämbara dikter. En strof ur vad som antas ha varit en Olavsdrapa (Drápa um Óláf konung) har också bevarats.
Enligt Skáldatal var Sighvat hirdskald även hos sveakungen Anund Jakob. Det är rimligt att Sighvat diktade en drapa om honom någon gång under perioden 1031-1035, då han vistades i Sverige, och det kan ha varit för detta verk som han enligt Heimskringla fick tio mark silver i skaldelön. Drapan är nu förlorad.
Om Sighvats språk kan sägas att det är enklare och mer lättbegripligt än de flesta andra skalders. Till enkelheten bidrar att Sighvat var ytterst sparsam med kenningar; kanske därför att hela kenningapparaten i hög grad var baserad på mytologiska begrepp, och som god kristen ville Sighvat ogärna tala hedniskt språk.